# Mordellistena tantula
Mordellistena tantula es una especie de coleóptero de la familia Mordellidae.

## Distribución geográfica
Habita en California (Estados Unidos).